# Клинасто писмо
Клинасто писмо или клинопис је један од најранијих писама. Створили су га Сумерци у крајем 4. миленијума п. н. е, као систем пиктограма. Временом, пиктограми су поједностављени и постали апстрактни. 
Клинастим писмом се писало по глиненим плочицама, у које су се утискивали знакови комадом трске (стилусом). Отисци су имали облик клина, по чему је писмо и добило име. 

## Историја
Систем писања клинастим писмом је настао вероватно око 3000. п. н. е. у Сумеру; последња употреба се бележи године 75. 
Клинасто писмо је прошло битне промене кроз период од више од два миленијума. Следећа слика приказује развој знака САГ „глава“. 
Стадијум 1 приказује пиктограм како је цртан око 3000. п. н. е. Стадијум 2 је ротиран пиктограм, какав се употребљавао око 2800. п. н. е. Стадијум 3 је апстрактни глиф у архаичним монументалним натписима, из око 2600. п. н. е, а стадијум 4 је знак како је писан у глини, у исто време као и стадијум 3. Стадијум 5 представља касни 3. миленијум . п. н. е; стадијум 6 је староасирски знак раног 2. миленијума, како су га користили Хетити. Стадијум 7 је поједностављен знак каквог су писали асирски писари у почетком 1. миленијума  п. н. е. све до изумирања писма.

## Сумерци и њихова култура
Ово писмо има корене у сликовном писму Сумераца. Клинастим писмом су се служили многи народи: Сумерци, Вавилонци, Еламити, Хетити, Асирци, Хуријци, Угарићани, Персијанци, Арамејци.
Рачуна се да је њихова култура трајала и деловала бар 3000 година. То је најстарији цивилизован народ Блиског истока.
У Хелмотовој Историја света, објављеној 1913. године још стоји реченица: „Повијест Сумерана нам није позната.“ То данас више није тачно. У међувремену су археолози успели да расветле историју тог народа.
Народи класичног старог века наводно ништа нису знали о Сумерцима. Ни Херодот их не спомиње. Први је Беросус, научник који је живео у Вавилону 250. године п. н. е. изнео неке легенде о њима.
Још у 19. веку истраживачи нису знали одгонетнути њихово клинасто писмо. Хамбуршки филолог Георг Фридрих Гротефенд (1775—1853) први је успео да одгонетне њихове писмене знакове. Његов рад је допунио научник Јулиус Оперт (1825—1905) по налогу француске владе.
Енглес Равилсон, дипломата у Персији и археолог из хобија успео је да дешифрује једну плочу, на којој је био истовремено угравиран и вавилонски превод. Прошло је више година док су стручњаци успели у потпуности прочитати то писмо, које је имало више од 500 знакова, и које је било урезано посебном врстом писаљке.
Време му није могло ништа. Сачувало се на глиненим плочицама, које су нађене у великом броју, јер је у међуречју било много глине.

## Прибор и начин писања
Знакови су се утискивали у плочице од влажне глине помоћу тробридног штапића. Након тога су се плочице од глине пекле.
Тим писмом су исписани касније и други споменици од тврдог материјала: базалта, злата, сребра и др.
Троструком писаљком од дрвета, кости или од метала утискивала су се у глини четири основна знака: клин, угао, стрелица. Међусобним повезивањем ова четири основна знака добило се преко 500 писмених знакова.

## Значај клинастог писма
Најзаосталији народи имају свој језик, али писмо имају само они који су културно развијени. Нађена су ова писма: хетитско, старокретско, староперсијско, мероитско, сумерско, феничанско, хебрејско, јерменско, иријско, арапско, грчко и коптско. Сва су дешифрована, што је огроман научни подухват. У тим писмима лежи кључ за познавање старе оријенталне историје. 
У Истанбулском музеју антике, на хиљаде клинастих записа и данас чека да буду одгонетнути. На пример дешифрована је стела са законима вавилонског владара Хамурабија који је живео око 2000. године п. н. е. Дуго је сматран првим законодавцем малоазијских држава, али су ископавањима из 1949. године пронађени још старији закони. Године 1951, професор Крамер са Филаделфијског универзитета, специјалист за сумерску књижевност дешифровао је документ из 2050. године п. н. е. Реч је о указу краља Урнамуа. Он је изградио много храмова од којих и данас постоји степенаст торањ у граду Уру. Из дешифрованих плочица се види да су Урнамуови закони – а нађено их је више у супротности са Хамурабијевим законом, којима је принцип „око за око, зуб за зуб“. У запису Тиглат-Плисера I (1116—1101) нађено је писмо које описује појединости једне војне акције. Превод гласи: „Прогонио сам шездесет краљева земаља Наири, заједно са њиховим савезницима, све до горњег мора (сланог висинског језера Ван). Освојио сам њихове градове и однео сву њихову имовину. Градове сам опустошио и спалио и претворио у рушевине. Велика стада стоке одвео сам. Заробио сам све краљеве земаља Наири. Према њима сам имао милости и поштедео им живот...“ И различити други клинасти записи дају одличан увид у живот старог Вавилона, Асира и краљевства Хетита.
Познати су готово сви њихови краљеви и трајање њихових династија, готово сва њихова дела и недела због којих су пропали. Из древних записа Сумераца види се да су и код њих постојале класне разлике и да је живот сиромашних био јако тежак.
Познато је име једног краља реформатора, Урукагине из Лагаша, који је владао око 2900. година п. н. е. На глиненој плочи нађен је један од његових указа „Високи свештеник не сме ући у врт неке сиромашне мајке да за себе на име пореза узме воће, јер је то крађа.“
Године 2897. пре н. е упао је неки Лугал-Загиси у сумерску државу, освојио град Лагаш, свргнуо краља Урукагина, разорио храмове и божанске кипове, убијао и пљачкао.
Сумерски пресник Дингирадаму, жалио се тада: „Чак су нам и краља одвукли из храма. Господарице мојега града кад ћеш се вратити и поново нам подарити мир.“ Под владаром Гудеом (око 2600. године п. н.е.) земља Сумерана поново је оживела. На његовом гробном камену стоји: „За твоје је владавине слушкиња била равноправна с господарицом. Роб је смео ходати крај господара, слаби би се смели одморити код јаких.“ На глиненим плочицама је написана и „књига“, „Еп о Гилгамешу“, вавилонском јунаку. Приповеда о очајничким покушајима људске врсте да освоји време и победи смрт. Гилгамеш, краљ и ратник Вавилона, сломљен је смрћу најбољег пријатеља и креће у авантуре које сликовито предочавају и Херкула и Одисеја. Његов циљ је да пронађе смисао живота а не само да издржи искушења. Еп о Гилгамешу је феномен јер се верзије о њему протежу на период од 1500 година између 2100. и 600. године п. н.е. За човечанство би био велики губитак да он није сачуван и дешифрован, јер приче о Гилгамешу чине еп о целокупној цивилизацији.